# Schwertransportbegleiter
Ein  Schwertransportbegleiter ist in Deutschland ein von der Bundesfachgruppe Schwertransporte und Kranarbeiten (BSK) geschulter Begleiter, der mit einem speziell ausgerüsteten Begleitfahrzeug auf öffentlichen Verkehrswegen die Verkehrsteilnehmer vor einem Schwertransport mit außergewöhnlichen Abmessungen (z. B. Überlänge, Überbreite, Übergewicht) absichert. Für die Schwertransportbegleiter besteht die Interessengemeinschaft BF3 (Begleitfahrzeug der dritten Generation) zum Erfahrungsaustausch.
Rechtsgrundlage ist seit 7. September 2023 die Straßenverkehr-Transportbegleitungsverordnung (StTbV).